# Palais des congrès de Liège
Pour les articles homonymes, voir Palais des congrès.
Le Palais des Congrès de Liège est un palais des congrès situé dans le parc de la Boverie, au bord de la Meuse. Construit entre 1956 et 1958, il est l'œuvre du groupe d'architectes l'Équerre. Le Palais des congrès est desservi par les bus du TEC Liège-Verviers avec les lignes 17, 26, 31, 138, 140.

## Infrastructures
| Nom                   | Capacité      | Superficie           | Étage | Utilisation                                 |
| --------------------- | ------------- | -------------------- | ----- | ------------------------------------------- |
| Pas Perdus            | +1 200,       | +1 605, m²           | 0     | Congrès/Banquet/Exposition/Cocktail         |
| Europe                | +1 000,       | +1 040, m²           | 1     | Congrès/Loisirs                             |
| Grand Foyer           | +1 000,       | +1 295, m²           | 1     | Congrès/Banquet/Exposition/Cocktail         |
| Salle des Fêtes       | +0800,        | +0955, m²            | 1     | Congrès/Banquet/Exposition/Cocktail/Loisirs |
| Grand Hall            | +0600,        | +0739, m²            | 0     | Banquet/Exposition/Cocktail                 |
| Reine Elisabeth       | +0500,        | +0545, m²            | 1     | Congrès/Loisirs                             |
| Foyer Mosan           | +0350,        | +0471, m²            | -1    | Banquet/Exposition/Cocktail                 |
| Galerie Supérieure    | +0350,        | +0340, m²            | 1     | Banquet/Exposition/Cocktail                 |
| Rogier                | +0250,        | +0260, m²            | 1     | Congrès                                     |
| Salon Gretry          | +0200,        | +0235, m²            | 0     | Congrès/Banquet/Exposition/Cocktail         |
| Bar des Congressistes | +0150,        | +0220, m²            | -1    | Congrès/Banquet/Exposition/Cocktail/Loisirs |
| Foyer des Délégués    | +0120,        | +0269, m²            | 1     | Congrès/Banquet/Exposition/Cocktail         |
| Salle Simenon         | +0100,        | +0148, m²            | 0     | Congrès/Banquet/Exposition/Cocktail         |
| Salles Mosanes        | +0020,-+0080, | 10 salles modulables | -1    | Congrès                                     |

Le site dispose d'un parking de 300 places, d'un restaurant ainsi que d'un accès direct à un hôtel.

## Événements récurrents
- Festival International Jazz à Liège (en mai)
- Fête du 14 juillet

## Index des artistes
Artistes ayant participé à la décoration du palais des congrès, ou dont des œuvres sont conservées dans l'enceinte du palais des congrès.
- Robert Crommelynck (1895-1968), peintre ;
- Éva Herbiet (1913-1985), peintre ;
- Idel Ianchelevici (1909-1994), sculpteur ;
- Nicolas Schöffer (1912-1992), sculpteur ;
- Léopold Survage (1879-1968), peintre : Pax ;
- Freddy Wybaux (1906-1977), sculpteur.

### Composition

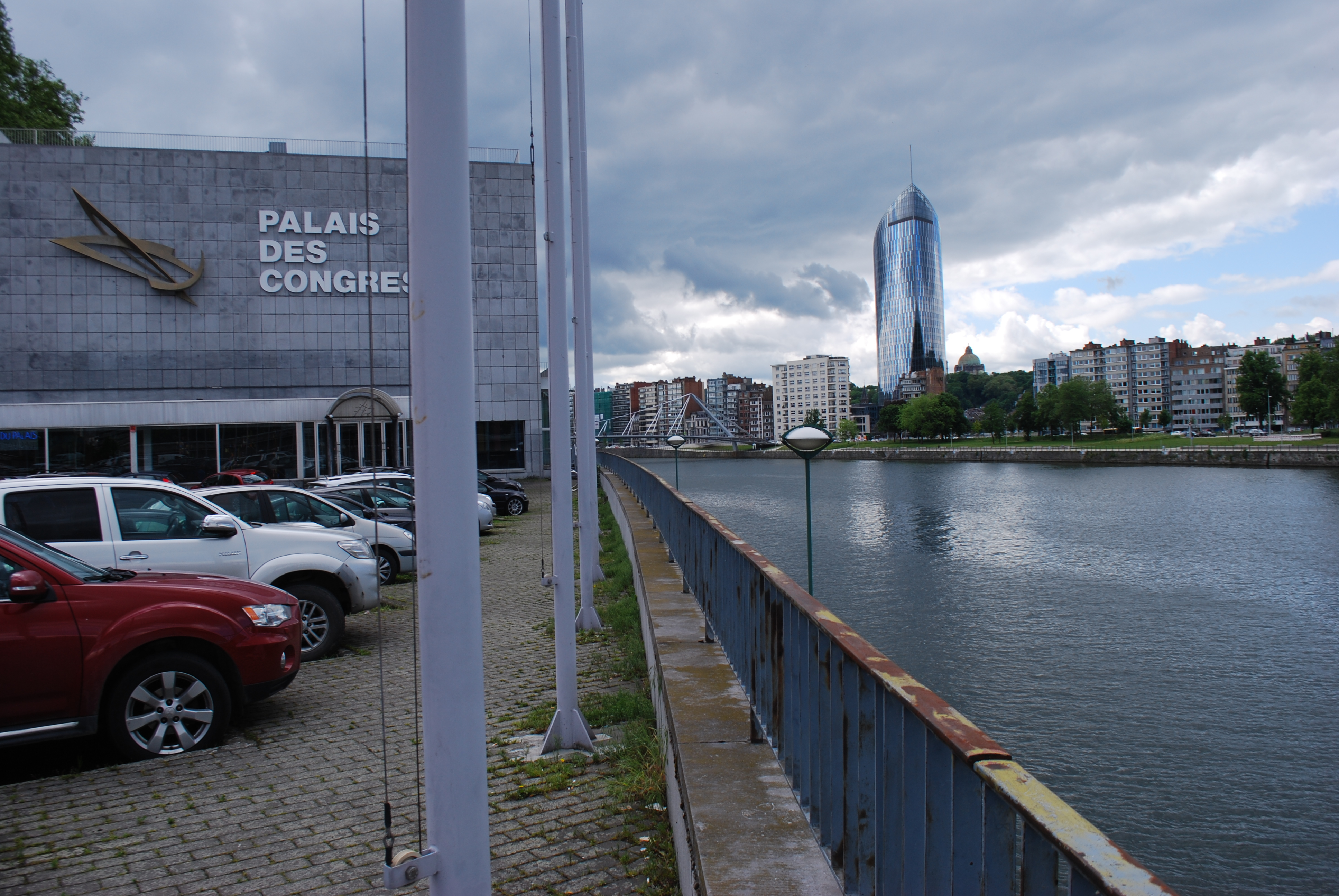
Sculpture de Freddy Wybaux sur la façade nord.

Intégrée dans l'épaisseur du mur d'entrée du palais, cette œuvre de Éva Herbiet réalisée en 1958 témoigne de la collaboration de l’artiste avec les architectes du palais. Elle attire l’attention sur l'entrée principale du bâtiment en se distinguant clairement du parement en calcaire. Constituée de carreaux de céramique, la composition se caractérise par son dynamisme induit par la diversité des formes en couleurs, les décrochements de surface et un mouvement ascensionnel.
Tout comme le sigle conçu par Freddy Wybaux pour l’autre façade, cette œuvre est caractéristique du renouveau de l'art abstrait dans la Belgique d’après-guerre.

## Tournage
Le palais des congrès a servi de lieu de tournage à quelques films :
- 2003 : Jeux d'enfants de Yann Samuell
- 2006 : Congorama de Philippe Falardeau